# 小笠原刺皮耳
小笠原刺皮耳（学名：Heterochaete ogasawarsimensis）是属于银耳目银耳科刺皮耳属的一种真菌，群生于阔叶树枯枝上。该种分布于中国、日本、美国。